# Елементи
„Елементи“ (на старогръцки: Στοιχεῖα Stoicheia) е математически трактат, състоящ се от 13 книги. Написан е от древногръцкия математик Евклид около 300 г. пр.н.е. Трактатът се състои от определения, аксиоми, постулати и доказателства. Той изгражда систематично основите на геометрията и провокира развитието на логиката и цялата съвременна наука.
В Западна Европа латински превод на пълния текст е направен през XII век от схоластика-философ Аделар от Бат, който започва да го използва за преподаване на геометрия. Превод на английски език прави Билингсли през 1570 г. След изобретяването на книгопечатането текстът непрестанно бива преиздаван и в преводи на съответните езици той служи за преподаване на геометрия до края на XIX век.
Оригиналната версия на „Елементи“ затруднява съвременния читател, особено книгите, излагащи числови резултати, тъй като тези резултати са интерпретирани геометрично. Гърците не са имали удобните числови и алгебрични обозначения (математическа нотация), които ползваме днес и които са въведени през XVII век. В миналото към оригиналния текст често пъти са били прибавяни още две 'книги' (т.е. глави).

## В България
Български превод е направен през руски език, в тритомно издание, под редакцията на академик Боян Петканчин.